# 増田貴紀
増田 タカノリ（ますだ たかのり）は、日本のバーテンダーアーティスト。バーテンダー、フレアバーテンダー、アーティストである。福岡県宗像市出身。芸能活動はフリーランスで行う。8月6日生まれ。身長175cm、血液型O型。

## 略歴
- 福岡県宗像市出身。九州産業大学経営学部国際経営学科卒。在学中に初めて訪れたバーでの体験をきっかけにバーテンダーを志す。
- 2002年、大学を卒業しバーテンダーのキャリアを開始。
- 2004年、クラシックバーテンダージュニアカクテル・コンペティションの全国大会（神戸）に出場。同年、フレアバーテンダー世界大会『LEGENDS』のDVDを観てフレアバーテンディングに出逢い、魅了される。
- 2005年、フレアバーテンディングを本格的に学ぶため、住み込みで修行を開始。
- 2006年、フレアバーテンダー新人全国大会（東京）で銀賞を獲得。
- 2007年以降は国内大会で数々の優勝を納め、アジア大会では3位に入賞する。
- 2008年、アメリカ（ラスベガス）で開催された世界大会において総合第3位となる。
- 2009年、念願だった『LEGENDS』のプロ部門に日本代表招待選手として出場し、プロとしての道を歩み始める。
- 2018年、完全陸路でのヨーロッパ縦断パフォーマンスを成功させる。
- 2021年、初の単独ハイブリッド公演『挑戦』主催。

## 人物
- バーテンダー、ショーバーテンダー、フレアバーテンダー、ソムリエであり、国内外で多岐にわたる活動を行っている。彼は特にエンターテイメント性の高いカクテルパフォーマンスや、創造性の高いオリジナルカクテル、ウエディングイベントでのブライダルカクテルショーで知られている。
- 経歴：天皇・皇后が臨席する国民文化祭に出演した経験を持ち、内閣総理大臣や海外セレブ、VIP、芸能人が参加するレセプションパーティーなど、数多くの重要なイベントにおいてパフォーマンスを行っている。
- 専門分野：彼はショーバーテンダーとして、観客を楽しませるパフォーマンスを提供する一方で、出張専門バーテンダーとしても活動しており、婚礼やウエディングイベントでの余興としてブライダルカクテルショーを実施している。また、シャンパンタワーやサーベラージュなどの技術を持つソムリエでもある。
- 教育活動：専門学校の講師として、バーテンダー技術やフレアバーテンディングの指導を行っている。また、タレント演技指導やワークショップを通じて、次世代の才能を育成し、競技審査委員としても活動している。
- 海外経験：31カ国を巡り、特にスコットランドの蒸留所を15カ所訪問したほか、フランスのブルゴーニュ地方やシャンパーニュ地方のワイナリーを巡るなど、国際的な視野を広げている。
- その他の情報：増田のフレアネームは「ナッツ」である。彼の好みの飲み物は白湯であり、健康志向を大切にしている。バーテンダーとしての技術とエンターテイメント、教育の分野での貢献を通じて、多くの人々に特別な体験を提供している。

## スキル・ 免許・資格
- 日本テキーラ協会　テキーラ・マエストロ認定（2022年）
- THE LEADING BARTENDER's SOCIETY MOMIX Molecular Mixology【greece】（2018年）
- 茶道裏千家 入門（2017年）
- (社)全日本フレア・バーテンダーズ協会 ANFA公認ショーテンダー（2017年）
- (社)全日本フレア・バーテンダーズ協会 アソシエートジャッジ ANFA公認審査員（2016年）
- スコッチ文化研究所(Scoch Whisky Research centre) 会員 NO.0546（2016年度)
- NPO法人FBO（料飲専門家団体連合会）公認、日本酒サービス研究会・酒匠研究会連合会認定 唎酒師合格（きき酒師）（2014年）
- NPO法人FBO公認 日本酒品質鑑定士（2014年）
- NPO法人FBO公認 Food and Beverage Navigator （2014年）
- Flair Bartender Association FBA Member NO. 011089（2006年）
- （社）ソムリエ協会 呼称資格 J.S.A ソムリエ認定合格
- （社）日本ホテルバーメンズ協会 HBA ジュニアクラス合格（2004年）
- 調理師免許 国家資格（2004年）
- （社）日本バーテンダー協会認定 NBA バーテンダー資格合格(2003年)

### その他の資格・認定
- 黒川温泉認定 湯めぐり達人（2023年）
- 小倉城 公認アンバサダー認定　（2020年）
- FUKUOKA STREET LIVE 【福岡県】福岡市公認フレアバーテンダー認定 （2020年）
- 別府八湯温泉道 温泉道名人認定 【別府市観光協会】（2020年）
- 九州八十八湯めぐり事務局【JR九州営業部販売一課】九州温泉道段位認定　『泉人』(2019年)
- 温泉ソムリエ 温泉ソムリエ協会 認定 （2018年）
- 奥豊後温泉郷マイスター認定　【竹田直入温泉連絡協議会】（2018年）
- BROADWAY DANCE CENTER NEW YORK CITY 受講 NO.475717 （2017年）
- 『 ヘブンアーティスト』 東京都公認アーティスト ライセンス合格（2011年）
- 大阪パフォーマーライセンス 大阪市公認ライセンス【最優秀賞】受賞（2011年）
- ハウステンボスリゾート HTB公認パフォーマー　タウンクリエーターズ　（2011年）

## 出演・取材

### テレビ
- 『羽鳥×宮本　福岡好いとぉ　リターンズ』２０２４年６月2６日。
- TOKYO MX・関西テレビ『合コンに行ったら女がいなかった話』(2022年10月21日~ バーテンダー指導)
- 『未来への1minute(ミニット)』(2021年6月13日)
- テレビ朝日『川柳居酒屋なつみ』(2021年4月〜10月　カクテル監修)
- 『タダイマ！』（2020年11月24日）
- 『24時間テレビ 「愛は地球を救う」』（2020年8月23日）
- 日本テレビ『ウチのガヤがすみません!』（2020年6月16日）
- 『バリすご8』フレアバーテンダー講師 出演（2019年6月9日）
- 『かぼすタイム』（2014年12月6日）
- 『土曜の夜は!おとななテレビ』（2013年3月30日）
- 『スーパー Jチャンネル』（2012年11月6日）
- 福岡放送 『めんたいワイド増刊号』（2011年12月18日）
- フジテレビ『笑っていいとも』（2011年9月9日）
- テレビ西日本『TNC夏休みSP 華丸・大吉のみんなえがおでなんしようと？』（2010年8月7日）
- 『ナチコラル学園』（2009年12月24日）
- RKB毎日放送 『今日感テレビ』（2009年6月4日）

### Web
- 『西日本新聞 WEBメデイア』2025年1月22日。
- Abema TV『川柳居酒屋なつみ』(2021年6月4日)

### CM
- 『スペースワールド 』（2017年）

### ラジオ
- 『Green For ALL』FM大師（2024年10月20日）
- トーク対談番組『井上裕司 のブレイクする〜』FMからつ （2023年12月16日）
- 『つながるワイド』FM和歌山 （2019年12月18日）
- 『ヒーマンのとっておきの夜なのだ!』RKBラジオ（2010年10月8日）
- 『ちょっぴり早いクリスマス』FM大分(2008年12月21日）

### 新聞
- 『Ostsee Zeitung』(Germany) 2019年6月。
- 『読売新聞』2011年6月30日。
- 『毎日新聞』2010年6月14日。
- 『朝日新聞』2010年6月14日。
- 『西日本新聞』2009年5月15日。

### 雑誌
- 雑誌『Ｐｅｎ（ペン）』 （2022年8月号）
- 『ゼクシー』（2014年7月号）

### ライター
- 『ウレぴあ総研』 取材WEBコラム掲載
- 『教えて！goo』 取材＆WEB記事掲載

### 舞台
- 劇団狼少年『七度目の失敗』 下北沢小劇場「楽園」 （2018年4月13日-4月15日）

### その他
- 『ブリテンズ・ゴット・タレント シーズン１８』 Manchester UK　出場（2024年11月24日）

- 『17 イチナナ』 オフィシャルライバー（2018年11月)
- 『R-1ぐらんぷり 2015』 TOKYO FM HALL 2回戦出場（2015年1月19日）

## 主な大会成績
- LEGENDS 11 PRO 2009 (Las Vegas,USA)  世界大会招待選手　日本代表
- NATIONS INTERNATIONAL FLAIR CHALLENGE Advance division 2008(Las Vegas,USA) 世界大会 総合第3位
- SKKY FLAIR GLOBAL CHALLENGE 2009 (Tokyo,Japan) 世界大会 日本選考会
- ULTMATE WORLD FLAIR 2008 (Tokyo,Japan) 国際大会出場
- FBA FLAIR ROAD VOL.2 WORKING＆EXHIBITION 2007  全国総合優勝
- LOVE BEER FLAIR STAIRS EXHIBITION 2007アジア大会第3位
- FLAIR CUP SPEED＆EXHIBITION2008 全国総合優勝
- ALL JAPAN FLAIR BARTENDERS CHAMPIONSHIP 2008 ファイナリスト
- FBA FLAIR ROAD WORKING 2007全国優勝
- FBA FLESH FLAIR BARTENDING COMPETITION 2006（東京） 全国銀賞
- NBA COCKTAIL Jr.COMPETITION クラシック Jr全国大会出場 IN 神戸 （2004年）
- （社）日本バーテンダー協会主催 BARTENDER COCKTAIL Jr.COMPETITION  宮崎大会 優勝 （2003年）

## 海外フェスティバル出演
- fringe Adelaide 2023 サークルショーレギュラー出演　【Australia】
- BAMBERG ZAUBERT 2019 招待ゲスト出演 【Germany】
- fringe EDINBURGH 2019 サークルショーレギュラー出演　【United Kingdom】
- Kleinkunstfestival  Usedom 2019 招待ゲスト出演　【Germany】

## 業界イベント　ゲストステージ出演
- 黄綬褒章授章祝賀会　ホテルニューオータニ博多　（２０２５年３月２日）
- 一般社団法人　ANFA全日本・フレアバーテンダーズ協会主催 『MALIBU BECAUSE SUMMER FLAIR CHALLENGE』2018　(TOKYO)
- 一般社団法人　HBA日本ホテルバーメンズ協会　『社団法人認可30周年記念 カクテルパーティー』 2018 (TOKYO)
- NPO法人　PBOプロフェッショナル・バーテンダー協会主催　『チャリティーカクテルパーティー』 2016 (KUMAMOTO)
- 一般社団法人　NBA日本バーテンダー協会　『支部設立　25周年記念 カクテルパーティー』(MIYAZAKI)　etc...

## 作品
- Creative cocktail book 『The seven 〜漆〜』カクテルブック出版(2022年)
- ショートフィルム作品『THE COCKTAIL STORY』(2020年）
- 47都道府県収録。前編『僕は知らない。』後編『僕は好きになった。』(2020年）
- 『神×酒』　世界遺産『神宿る島』宗像・沖ノ島と関連遺産群 宗像大社　(2019年）
- emotion （2018年）
- 白日夢 （2018年）